# جان سيرفيس
جان سيرفيس هو ممثل بلجيكي، ولد في 24 سبتمبر 1910 بأنتويرب في بلجيكا، وتوفي في 17 فبراير 1976 بباريس في فرنسا بسبب نوبة قلبية.

## وصلات خارجية
- جان سيرفيس على موقع IMDb (الإنجليزية)
- جان سيرفيس على موقع روتن توميتوز (الإنجليزية)
- جان سيرفيس على موقع ألو سيني (الفرنسية)
- جان سيرفيس على موقع ميوزك برينز (الإنجليزية)
- جان سيرفيس على موقع أول موفي (الإنجليزية)
- جان سيرفيس على موقع قاعدة بيانات الأفلام السويدية (السويدية)
- جان سيرفيس على موقع ديسكوغز (الإنجليزية)
- جان سيرفيس على موقع قاعدة بيانات الفيلم (الإنجليزية)
- جان سيرفيس على موقع كينوبويسك (الروسية)